# Пембрук (Нью-Йорк)
Пембрук (англ. Pembroke) — місто (англ. town) в США, в окрузі Дженесі штату Нью-Йорк. Населення — 4264 особи (2020).

## Демографія
Згідно з переписом 2010 року, у місті мешкали 4292 особи в 1717 домогосподарствах у складі 1237 родин. Було 1862 помешкання
Расовий склад населення:
| - 97,6 % — білих - 0,6 % — чорних або афроамериканців - 0,5 % — корінних американців - 0,1 % — азіатів |

До двох чи більше рас належало 0,9 %. Частка іспаномовних становила 1,0 % від усіх жителів.
За віковим діапазоном населення розподілялося таким чином: 21,1 % — особи молодші 18 років, 63,9 % — особи у віці 18—64 років, 15,0 % — особи у віці 65 років та старші. Медіана віку мешканця становила 43,9 року. На 100 осіб жіночої статі у місті припадало 95,4 чоловіків;  на 100 жінок у віці від 18 років та старших — 96,1 чоловіків також старших 18 років.
Середній дохід на одне домашнє господарство  становив 69 288 доларів США (медіана — 56 771), а середній дохід на одну сім'ю — 80 777 доларів (медіана — 70 473). Медіана доходів становила 51 548 доларів для чоловіків та 36 619 доларів для жінок. За межею бідності перебувало 13,2 % осіб, у тому числі 34,1 % дітей у віці до 18 років та 1,3 % осіб у віці 65 років та старших.
Цивільне працевлаштоване населення становило 2111 осіб. Основні галузі зайнятості: виробництво — 25,1 %, освіта, охорона здоров'я та соціальна допомога — 23,7 %, мистецтво, розваги та відпочинок — 10,4 %, роздрібна торгівля — 8,3 %.